# 기억의 숲

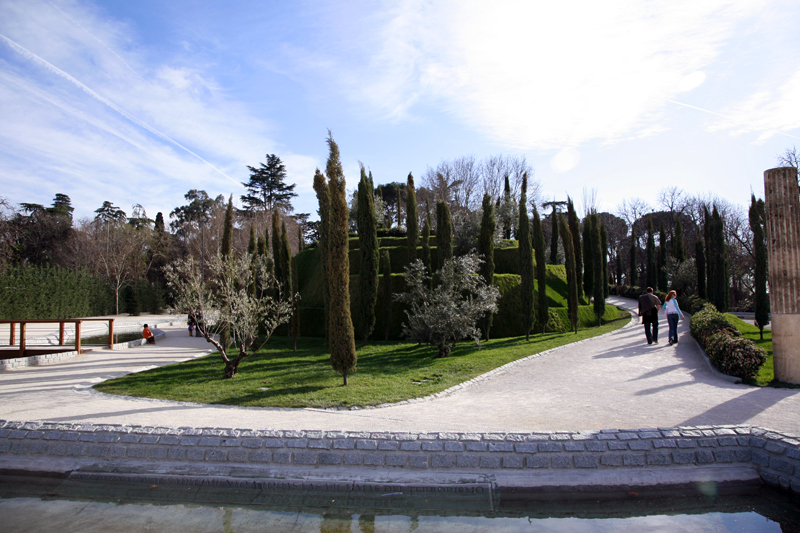
기억의 숲

기억의 숲(스페인어: Bosque del Recuerdo 보스케 델 레쿠에르도[*]) 또는 예전 이름 망자의 숲(스페인어: Bosque de los Ausentes 보스케 데 로스 아우센테스[*])은 스페인 마드리드 레티로 공원에 있는 추도 시설이다. 2004년 3월 11일에 일어난 마드리드 열차 폭탄 테러로 191명의 희생자와 2004년 4월 3일에 레가네스에서 발생한 자살 폭탄 테러로 사망 한 특수부대 요원을 추모하기 위해 만들어졌다. 산에는 192개의 올리브 나무와 서양노송나무가 심어져 있으며, 이것은 1그루당 살해된 1명을 나타내고 있다. 또한 강으로 둘러싸여 있는데, 이것은 물이 생명의 상징이기 때문이다. 비극이 발생한 장소의 하나인 아토차 역 근처 언덕에 위치한다.

## 낙성식
2005년 3월 11일 열린 준공식에는 스페인 후안 카를로스 1세와 소피아 왕비가 참석했다. 그들은 처음에 산에 꽃다발을 놓았다. 그 꽃다발은 '테러리즘에 의한 모든 희생자에 대한 추억'이라는 메시지가 첨부되어 있었다.
여러 왕족, 정치인 등이 참석했으며, 국민이 공격의 피해를 당한 16개국의 대사도 참석했다.